# Mr. (artista)
Mr. (21 settembre 1969) è un artista e pittore giapponese, membro della compagnia Kaikai Kiki di Takashi Murakami.

## Biografia
Mr. si laurea presso la scuola d'arte Sokatachi. Attualmente è stabilito a Shiki, nella prefettura di Saitama.
Sotto l'ala protettrice di Murakami, ha debuttato nel 1996 sia con mostre personali sia di gruppo, organizzando da quel momento in poi esposizioni a Tokyo, Osaka, Nagoya, Parigi, New York, Minneapolis, Chicago, Miami, Gerusalemme, Los Angeles e Londra. Mr. si autodescrive un artista di "lolicon" e considera il suo lavoro non una testimonianza culturale ma piuttosto una rappresentazione delle sue personali fantasie.